# Welt im Wandel – Gesellschaftsvertrag für eine Große Transformation
Welt im Wandel – Gesellschaftsvertrag für eine Große Transformation (englisch World in Transition – A Social Contract for Sustainability) ist der Titel des Hauptgutachtens des Wissenschaftlichen Beirats der Bundesregierung Globale Umweltveränderungen (WBGU) aus dem Jahr 2011. Es wurde im Vorfeld der Konferenz der Vereinten Nationen über nachhaltige Entwicklung 2012 (Rio+20) erstellt. Hauptanliegen der Autoren ist es, eine weltweite Transformation zu einer klimaverträglichen Gesellschaft ohne Nutzung fossiler Brennstoffe in Gang zu setzen bzw. zu beschleunigen. Der WBGU spricht sich dabei unter anderem für den Ausbau erneuerbarer Energien und gegen die Nutzung der Kernenergie aus.
Das Gutachten wurde am 7. April 2011 Umweltminister Norbert Röttgen und Forschungsministerin Annette Schavan überreicht. Inzwischen liegt es auch in englischer Sprache vor. Ein Videoseminar mit Vorträgen und Interviews der Autoren wurde 2012 erstellt. Ende Februar 2013 ist ein Comic erschienen, der das Gutachten allgemeinverständlich erklären soll. Ob dieses Ziel tatsächlich erreicht wird, soll in einer von Reinhold Leinfelder geleiteten und vom Bundesministerium für Bildung und Forschung und der Freien Universität Berlin geförderten Studie untersucht werden. Zudem wurden Unterrichtsmaterialien zu den Inhalten des Gutachtens veröffentlicht.

## Autoren des Hauptgutachtens
- Hans Joachim Schellnhuber (Vorsitzender), Direktor des Potsdam-Institut für Klimafolgenforschung
- Dirk Messner (stellv. Vorsitzender), Direktor des Deutschen Instituts für Entwicklungspolitik
- Claus Leggewie, bis 2017 Direktor des Kulturwissenschaftlichen Instituts Essen
- Reinhold Leinfelder, Professor am Institut für Biologie der Humboldt-Universität zu Berlin
- Nebojsa Nakicenovic, Professor für Energiewirtschaft, Technische Universität Wien (TU Wien) und Deputy Director, International Institute for Applied Systems Analysis (IIASA)
- Stefan Rahmstorf, Professor für Physik der Ozeane, Universität Potsdam, und Leiter der Abteilung Klimasystem am Potsdam-Institut für Klimafolgenforschung
- Sabine Schlacke, Professorin für Öffentliches Recht, Universität Bremen
- Jürgen Schmid, bis 2012 Leiter des Fraunhofer-Instituts für Windenergie und Energiesystemtechnik, IWES
- Renate Schubert, Professorin für Nationalökonomie und Direktorin des Instituts für Umweltentscheidungen, Eidgenössische Technische Hochschule Zürich

## Hintergrund
Wesentlicher Hintergrund des Hauptgutachtens sind die wissenschaftlichen Erkenntnisse zum anthropogenen Klimawandel (globale Erwärmung) und seiner Folgen. Die Autoren beziehen sich dabei auf die Ergebnisse des IPCC und früherer Gutachten des WBGU.S. 35
Zentrales Konzept ist die Abschätzung von Schadensgrenzen oder Planetarischer Leitplanken (Planetary Boundaries), „deren Überschreitung heute oder in Zukunft intolerable Folgen mit sich brächte“S. 34. Es gibt „einen globalen politischen Konsens darüber, dass eine rasch erfolgende Erderwärmung von mehr als 2 Grad Celsius die Anpassungsfähigkeit unserer Gesellschaft überfordern würde“: So haben die deutsche Bundesregierung, die Europäische Union (2005), und die 194 Mitgliedstaaten der Klimarahmenkonvention der Vereinten Nationen (auf der UN-Klimakonferenz in Cancún 2010) das Zwei-Grad-Ziel anerkannt. Nach Aussage des WBGU muss innerhalb der nächsten 10 Jahre die Trendwende der Treibhausgasemissionen erreicht werden, damit die 2-°C-Leitplanke (siehe Zwei-Grad-Ziel) noch eingehalten werden kann. Daher steht die „Transformation zur klimaverträglichen Gesellschaft“ im Zentrum des Gutachtens.S. 67
In ihrer Bedeutung sei diese Wende von der fossilen zur postfossilen Gesellschaft vergleichbar mit den beiden bisher fundamentalsten Transformationen der Menschheitsgeschichte: der Neolithischen Revolution (Erfindung und Verbreitung von Ackerbau und Viehzucht), sowie der Industriellen Revolution (Übergang von der Agrar- zur Industriegesellschaft). Letztere hat der ungarische Ökonom Karl Polanyi (1944) als „Great Transformation“ beschrieben. Hierauf bezieht sich auch die Namensgebung des Berichts.S. 87 ff Zudem beziehen sich die Autoren auf die Idee des Gesellschaftsvertrags (Contrat social) von Jean Jacques Rousseau als Grundlage moderner Demokratie.
Vorläufer und vergleichbare Studien war für Deutschland die Studie Zukunftsfähiges Deutschland (1996), sowie global die Great Transition Studie, 2002.

## Potsdam-Memorandum und weitere Entwicklung

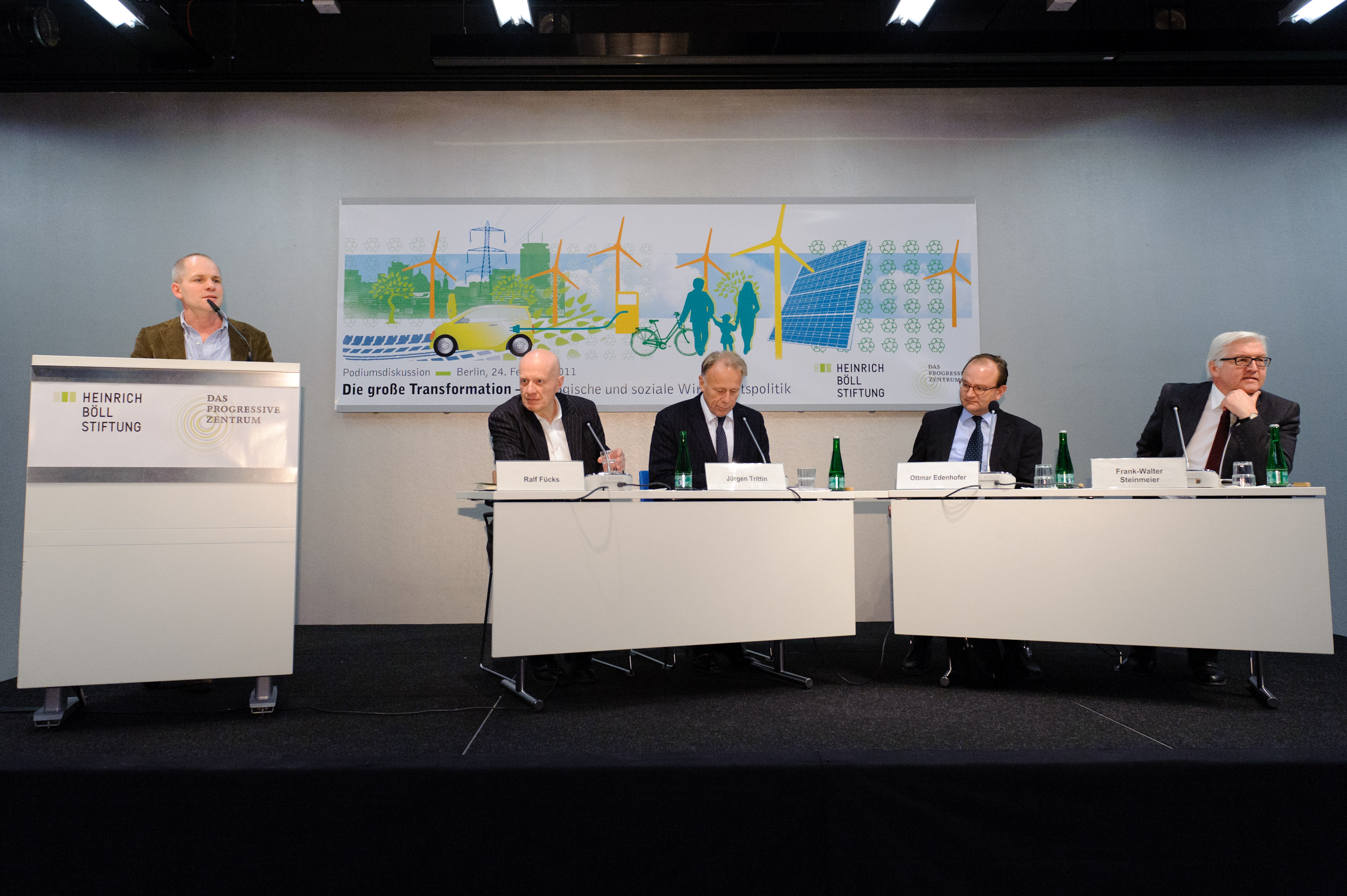
V. l. n. r.: Tobias Dürr, Ralf Fücks, Jürgen Trittin, Ottmar Edenhofer und Frank-Walter Steinmeier bei der Podiumsdiskussion der Heinrich-Böll-Stiftung 2011 zur Großen Transformation

Im Jahr 2007 wurde auf dem von Hans Joachim Schellnhuber initiierten Nobelpreisträgersymposium Global Sustainability: A Nobel Cause in Potsdam das sog. Potsdam-Memorandum verabschiedet. Es hatte die Notwendigkeit einer Großen Transformation zum Inhalt, sowie wesentliche Aspekte, die später im Hauptgutachten beschrieben wurden. Das Memorandum wurde von 15 Nobelpreisträgern unterzeichnet, die Ergebnisse wurden in einem Buch veröffentlicht. Auch das Sondergutachten des WBGU 2009 Kassensturz für den Weltklimavertrag – Der Budgetansatz nahm hierauf Bezug. Beim zweiten Nobelpreisträgersymposium im Mai 2009 in London unterzeichneten 60 Nobelpreisträger das Memorandum, das auf die Notwendigkeit zum schnellen Handeln aufmerksam machte: „Der Fluchtpunkt aller Überlegungen und Anstrengungen muss eine moderne Weltgesellschaft ohne Nutzung fossiler Brennstoffe sein („Zero-Carbon Economy“). Die Tür zu dieser Entwicklung muss umgehend aufgestoßen werden!“.
Im Juni 2009 fand in Essen die internationale Konferenz The Great Transformation. Climate Change as Cultural Change statt.
Beim 3. Nobelpreisträgersymposium 2011 in Stockholm wurde die Forderung nach einer Großen Transformation wiederholt. Die Schlussfolgerungen dieses Symposiums wurden unter anderem auf der Konferenz der Vereinten Nationen über nachhaltige Entwicklung im Juni 2012 präsentiert.
Auch beim internationalen WBGU-Symposium „Towards Low-Carbon Prosperity: National Strategies and International Partnerships“ im Mai 2012, bei dem Bundeskanzlerin Angela Merkel die Eröffnungsrede hielt, wurde auf das WBGU-Gutachten zur „Großen Transformation“ eingegangen.
Ende 2011 initiierte das Bundesministerium für Bildung und Forschung (BMBF) den Förderschwerpunkt Umwelt- und gesellschaftsverträgliche Transformation des Energiesystems im Rahmen der sozial-ökologischen Forschung (BMBF-Rahmenprogramm Forschung für nachhaltige Entwicklungen, FONA). Forschungsschwerpunkte sind (1) die Darstellung und Bewertung von Entwicklungsoptionen des Energiesystems, (2) die Analyse von gesellschaftlichen Voraussetzungen für die Akzeptanz der Transformation und die aktive Beteiligung von Bürgerinnen und Bürgern, sowie (3) Governance des Transformationsprozesses (einschließlich ökonomischer Instrumente). Im März 2012 fand in diesem Kontext die Konferenz Sozial-ökologische Forschung für eine zukunftsfähige Gesellschaft statt, bei der Hans Joachim Schellnhuber den Einführungsvortrag hielt. Die Projektförderung begann 2013.

## Ziele
Als wichtigstes Ziel nennt der WBGU die Reduktion der CO2-Emissionen aus der Nutzung fossiler Energieträger. Das zweite große Ziel sei die Überwindung der weltweiten Energiearmut. Dabei rät der WBGU explizit von der Kernenergienutzung ab. Eine globale Dekarbonisierung der Energiesysteme sei technisch und volkswirtschaftlich möglich; die langfristigen volkswirtschaftlichen Kosten würden bei wenigen Prozent des weltweiten Bruttoinlandsprodukts liegen.S. 7

## Transformationsstrategie des WBGU
Der historische Normalfall sei bisher gewesen, eine Richtungsänderung erst als Reaktion auf Krisen und Katastrophen vorzunehmen. Dies gelte es zu vermeiden, und stattdessen „einen umfassenden Umbau aus Einsicht, Umsicht und Voraussicht“ anzutreiben. Der Gesellschaftsvertrag kombiniere eine Kultur der Achtsamkeit (aus ökologischer Verantwortung) mit einer Kultur der Teilhabe (als demokratische Verantwortung) sowie einer Kultur der Verpflichtung gegenüber zukünftigen Generationen (Zukunftsverantwortung). Die Transformation müsse wissensbasiert sein, auf einer gemeinsamen Vision beruhen und vom Vorsorgeprinzip geleitet sein. Sie stütze sich auf „Pioniere des Wandels“, die neue Entwicklungsmöglichkeiten testen und vorantreiben. Zudem erfordere diese Transformation einen „gestaltenden Staat“, der Entfaltungsmöglichkeiten eröffne, Weichen für den Strukturwandel stelle und die Implementierung klimaverträglicher Innovationen absichere. Unerlässlich sei eine Kooperation der Internationalen Staatengemeinschaft sowie der Aufbau von Strukturen für globale Politikgestaltung (Global Governance).S. 5 ff

## Vorgeschlagene Maßnahmen

### Handlungsempfehlungen
Das Expertengremium empfiehlt transformative Maßnahmen in folgenden Bereichen:
- Energiesektor
- Urbanisierung
- Landnutzung

Bezüglich konkreter Handlungsoptionen werden zehn transformative Maßnahmenbündel beschrieben:
1. Den gestaltenden Staat mit erweiterten Partizipationsmöglichkeiten ausbauen
2. CO2-Bepreisung global voranbringen
3. Europäisierung der Energiepolitik ausweiten und vertiefen
4. Ausbau erneuerbarer Energien durch Einspeisevergütungen international beschleunigen
5. Nachhaltige Energiedienstleistungen in Entwicklungs- und Schwellenländern fördern
6. Rasante Urbanisierung nachhaltig gestalten
7. Klimaverträgliche Landnutzung voranbringen
8. Investitionen in eine klimaverträgliche Zukunft unterstützen und beschleunigen
9. Internationale Klima- und Energiepolitik
10. Internationale Kooperationsrevolution anstreben

### Bildung und Forschung
Da die Einsicht in die Notwendigkeit des Umbaus der Weltwirtschaft rein wissenschaftlich begründet, vorausschauend und vorsorgend motiviert sei, kämen Forschung und Bildung zentrale Rollen bei der erforderlichen Transformation zu. Die Transformation sei ein „gesellschaftlicher Suchprozess“, der durch Experten unterstützt werden sollte. Die Forschung habe dabei die „Aufgabe, im Zusammenspiel mit Politik, Wirtschaft und Gesellschaft klimaverträgliche Gesellschaftsvisionen aufzuzeigen, unterschiedliche Entwicklungspfade zu beschreiben sowie nachhaltige technologische und soziale Innovationen zu entwickeln.“S. 22 ff
Der WBGU unterscheidet dabei einerseits Forschung versus Bildung, andererseits die allgemeinen Bedingungen/Möglichkeiten der Transformation versus spezifische Inhalte und Maßnahmen. In Kombination ergeben sich vier Bereiche („Transformatives Quartett“):
- Transformationsforschung: Exploration von Übergangsprozessen, Aussagen über Faktoren und kausale Relationen in Transformationsprozessen; Vernetzung von Sozial-, Natur- und Ingenieurwissenschaften zum Verständnis der Interaktionen zwischen Gesellschaft, dem Erdsystem und der technologischen Entwicklung
- Transformative Forschung: Unterstützung von Umbauprozessen durch spezifische Innovationen in den relevanten Sektoren, z. B. Konsumforschung zur Entwicklung neuer Geschäftsmodelle, Forschung zu technischen Neuerungen
- Transformationsbildung: stellt der Gesellschaft die Ergebnisse der Transformationsforschung zur Verfügung, reflektiert kritisch die notwendigen Grundlagen (z. B. Verständnis des Handlungsdruckes, globales Verantwortungsbewusstsein, besseres Verständnis des wissenschaftlichen Erkenntnisprozesses mit seinen Möglichkeiten und Grenzen)
- Transformative Bildung: generiert ein systemisches, interdisziplinäres Verständnis der Handlungsoptionen und Lösungsansätze, informiert z. B. über Innovationen, von denen eine transformative Wirkung zu erwarten oder bereits eingetreten ist; der Stand der Forschung sollte verständlich aufbereitet und aktiv in die Gesellschaft kommuniziert werden.

## Rezeption
Der Historiker Wolfgang Wippermann äußerte in einem Interview mit der Zeitschrift Focus-Online (Juni 2011), er befürchte eine „Klimadiktatur“. Auch Nico Stehr und Manfred Moldaschl äußerten in einem Artikel in der Zeit (Januar 2013) die Befürchtung, dass man im Kontext einer Großen Transformation die „Demokratie aufgeben“ wolle, „um die soziale Welt ihrer Lethargie zu entreißen und um den Herausforderungen des Klimawandels gerecht zu werden“.
Laut Claus Leggewie, Professor für Politikwissenschaft und WBGU-Mitglied, hat der WBGU mit dem Gutachten „detailliert dargelegt, wie ein gerechter und zukunftsfester Interessenausgleich mit weniger entwickelten Gesellschaften des Südens aussehen kann und wie eine kluge Politik Außenhandel, nachhaltige Energieversorgung und Entwicklung verknüpfen kann“. Er stufte die Warnungen vor einer „Ökodiktatur“ hingegen als Verschwörungstheorie ein. Entgegen den Behauptungen der Kritiker ziele das WBGU-Gutachten auf eine Stärkung der Demokratie ab. Der Staat müsse sich für die Herausforderungen der Zukunft Legitimation durch mehr Bürgerbeteiligung verschaffen. Die vom WBGU vorgeschlagene Zukunftskammer solle beratende Funktion haben und stelle in keinerlei Weise eine Einschränkung demokratischer Prinzipien dar.
In der FAZ schrieb Joachim Müller-Jung (April 2011), der WBGU liefere „weder neue Zahlen noch neue Konzepte.“ Der Bericht lasse sich vielmehr als Aufruf lesen, „die eigenen Reihen zu schließen und gemeinsam mit Argumenten zu überzeugen – und nicht weiter zu spalten.“
Dagegen schrieb die tageszeitung (taz) über das Gutachten: „Der Wissenschaftliche Beirat brütet schon lange über dem Gutachten, aber mit der Atomkatastrophe in Japan hat das Ganze die nötige Brisanz gewonnen. Täglich führen die Notmaßnahmen an der Pazifikküste vor Augen, dass die Energiewende kein nettes Ökoträumchen ist, sondern bare Notwendigkeit. (...) Nun das Wichtige: Es gibt Feinde einer solchen Energierevolution. (...) Diese Feinde des Energieumbaus muss man entweder als Befürworter gewinnen oder entmachten. Die letzten Jahrzehnte haben gezeigt, dass sie nur mit klaren Gesetzen zum Handeln bewegt werden können. Sie erkennen dann ihre Chancen oder steigen aus. Wir können nicht noch ein halbes Dutzend Gutachten, Naturkatastrophen und Ölkriege abwarten. Das würde dann doch zu teuer.“
Ebenfalls in die tageszeitung (taz) schrieb Bernhard Pötter: „Aber nun greifen sie zum großen Knüppel. `Ökodiktatur´ lautet der Vorwurf von RWE-Chef Großmann an die Bundesregierung, das Gleiche kommt von der übrigen Atomlobby, der Tagesspiegel wähnt den WBGU auf dem Weg zur „jakobinischen Ökodiktatur“ und Springers Welt macht gleich eine ganze Debattenreihe dazu. Sie alle bezeichnen damit nicht etwa Normen, die gegen die Verfassung verstoßen, sondern Gesetze und Verordnungen, die öffentlich diskutiert und parlamentarisch abgestimmt werden und gegen die vor deutschen Gerichten geklagt werden kann. (…) Diese Kritiker greifen zu einem beliebten Trick, um ökologischen Fortschritt zu diffamieren. Denn die Ökodiktatur wurde von ihren Gegnern schon mehrfach proklamiert: Bei der Bekanntgabe der EU-Klimaziele ebenso wie bei der Einführung der Energiesparbirne oder beim Dosenpfand. Immer stand natürlich die Existenz unserer Demokratie auf dem Spiel, immer hat sie trotzdem irgendwie überlebt. Kein Wunder: Schließlich ist die Ökodiktatur nur ein Popanz der Anti-Ökos ohne Substanz, Theorie oder Verankerung. Niemand will sie, nur für ihre Gegner ist sie sehr praktisch. (…) Der alten Machtelite des fossil-konservativen Komplexes schwimmen die Felle weg, weil sie auf die drängenden Fragen der Zukunft keine besseren Antworten haben als die Ökos sie schon seit Jahrzehnten formulieren. (…) Der Vorrang für das Überleben hat nichts mit Diktatur zu tun, sondern ist eine rationale Güterabwägung. Daraus folgen aber neue Definitionen. „Freiheit“ etwa ist mehr als ökonomischer Liberalismus, sie kann auch im Verzicht liegen: Freiheit von Verkehrsstau und vom Billigschnitzel, Freiheit von der Angst vor dem atomaren GAU. Die Entkopplung von Freiheit und Wirtschaften ist noch wichtiger als die Entkopplung von Wirtschaftswachstum und Energieverbrauch. „Fahrverzicht für freie Bürger“ wäre ein Slogan, der diese neue Form von Freiheit auf den Punkt brächte.“
Christiane Grefe schrieb in der Zeit (April 2011): „Der Beirat will die Demokratie in Bewegung bringen.“ Das Gutachten komme zur „rechten Zeit“, „vor allem, weil es das aktuelle Gezerre um die Atompolitik in den globalen Zusammenhang rückt.“ Es sei umso wertvoller, da es „Probleme nun in ihren Wechselwirkungen analysiert.“ Es sei „unbequem“, weil es Beschränkungen (beim Konsum von Nahrungsmitteln, Reisen etc.) fordere, die „als Wählerschreck gelten“. Kulturelle Neuerungen könnten nicht verordnet werden. Daher „überzeugt, dass der Expertenkreis auf die zahlreichen »Pioniere des Wandels« setzt, die bereits Modelle des nachhaltigen Wirtschaftens vorleben.“ Sie zitiert hier auch die Autoren, dass „die Beteiligung der Bürger nicht auf eine »oberflächliche oder gar resignierte Akzeptanz« reduziert werden“ dürfe. Es sei zu hoffen, dass das Umweltministerium und das Forschungsministerium sich von den Thesen des Beirats inspirieren lassen.
Der Vorsitzende des WBGU, Hans-Joachim Schellnhuber, äußerte sich in mehreren Interviews zum WBGU-Gutachten und der dort beschriebenen „Großen Transformation“.

### Bioökonomie
Im Sinne des Gutachtens, welches auch auf eine Abkehr von fossilen Brennstoffen als Grundlage der Ökonomie abhebt, beherrschte die Bioökonomie als neues Leitbild der weltweiten Landwirtschaft und Nahrungsmittelerzeugung das internationale Treffen der Landwirtschaftsminister auf der Internationalen Grünen Woche 2015 in Berlin.